# Klaus Grohe (Unternehmer)
Klaus Grohe (* 3. April 1937) ist ein deutscher Unternehmer.

## Leben und beruflicher Werdegang
Klaus Grohe wurde 1937 als jüngster Sohn von Hans Grohe in dessen dritter Ehe mit Emma Wolber geboren. Der Unternehmer Friedrich Grohe war sein Bruder. Klaus Grohe besuchte ein Internat und studierte danach Volks- und Betriebswirtschaft. 1968 trat er in das väterliche Unternehmen Hansgrohe ein. Zunächst war er für die Leitung des Vertriebs zuständig, bis er 1975 die Geschäftsführung übernahm und diesen Posten bis 2008 behielt. Danach stand er bis 2015 dem Aufsichtsrat der Hansgrohe SE vor.
Drei Söhne von Klaus Grohe arbeiteten ebenfalls im Familienunternehmen: Richard Grohe (* 1965) als stellvertretender Vorstandschef, Philippe Grohe (* 1967) als Manager der Marke AXOR und Pierre Nicolas Grohe (* 1975) als Global Key Account Manager. Richard Grohe ist seit 2018 Mitglied im Aufsichtsrat der Hansgrohe SE.
2001 beschloss der Gemeinderat von Schiltach, Sitz der Hansgrohe SE, Klaus Grohe zum Ehrenbürger zu ernennen.
Im Frühjahr 2012 wurde Klaus Grohe mit etwas mehr als 10 Prozent der Aktien Großaktionär der Solar-Fabrik in Freiburg sowie anschließend Mitglied des Aufsichtsrats. Laut Manager Magazin gehört er zu den 500 reichsten Deutschen. 2017 lag die Familie Klaus Grohe mit einem Vermögen von 500 Millionen Euro auf Rang 344.